# Ервин Шредингер
Ервин Рудолф Јозеф Александер Шредингер (Беч, 12. август 1887 — Беч, 4. јануар 1961) био је аустријски теоријски физичар.
Рођен је као син јединац добро образованих родитеља. До 11. године образовао се код куће, а након тога је похађао школу како би се припремио за Бечки универзитет.
Тамо је дипломирао физику а на Универзитету је остао до Првог светског рата, у којем је учествовао на италијанском фронту. Након рата се вратио у Беч где се оженио и 1921. добио позицију теоријског физичара на универзитету у Цириху. Шест година које је ту провео биле су међу најпродуктивнијим у његовој каријери, иако је на механици таласа почео да ради тек 1925. Већ 1926. објавио је свој рад где кретање електрона у атому описује као таласну функцију. Године 1927. добио је велико признање, када су га позвали на Берлински универзитет где је требало да замени Макса Планка. Тамо је остао до 1933. када је због доласка нациста на власт отишао на Оксфорд. Исте године је поделио Нобелову награду за физику са Полом Дираком.
Године 1938. вратио се у Аустрију, али пошто је нацистичка Немачка извршила припајање Аустрије, отишао је у Даблин где се бавио филозофијом физике. Године 1960. се вратио у Беч где је годину дана касније умро.
Шредингерова једначина кретања електрона је основна једначина у нерелативистичкој квантној механици. Потпуно одбацује покушаје да се кретање електрона одвија по одређеним путањама у атому и настоји да опише њихово кретање искључиво таласним својствима. У неком тренутку вероватноћа да се електрон нађе у некој тачки простора сразмерна је квадрату апсолутне вредности таласне функције. Таласна функција се мења зависно од квантизације електрона. Помоћу те једначине, у принципу, могуће је добити квантнофизички модел сваког атома. Ипак, ту једначину је изразито тешко решити па егзактно, аналитичко решење постоји само за атом водоника, док се за све остале атоме врше нумеричке апроксимације.

## Биографија

### Младост
Ервин Рудолф Јосеф Александер Шредингер рођен је 12. августа 1887. у Бечу као син Рудолфа Шредингера, ботаничара, и Георгине Емилије Бренде Шредингер. Његова мајка била је аустријско-енглеског порекла. Млади Ервин је скоро истодобно учио и енглески и немачки због чињенице да су се оба језика говорила у кући. Отац му је био католик, а мајка лутеранка. Мада је одгајен у религиозној породици, он је био атеиста. Године 1898. почиње своје образовање на Akademisches Gymnasiumu. Између 1906. и 1910. образовао се у Бечу, а главни ментори били су му Франц Серафин Екснер и Фридрих Хасенехрл. Током тих студија обавио је и експерименте са Фридрихом Кохлраушом. Године 1911. постаје асистент Екснеру на универзитету.

### Средње године
Године 1914. Шредингер је достигао академски статус знан као venia legendi. Од 1914. до 1918, учествовао је у рату као официр аустријске војске. Дана 6. априла 1920. оженио се с Анамаријом Бертел. Исте године постао је асистент Максу Вину у Јени, а мало након дога је постао и ванредни професор у Штутгарту. Године 1921. постао је редовни професор у Вроцлаву.
Године 1922. почео је да студира на универзитету у Цириху. У јануару 1926. у часопису Annalen der Physik издаје чланак Quantisierung als Eigenwertproblem (немачки: Квантизација властите вредности) на тему таласне механике. Тај рад знан је као Шредингерова једначина. У чланку је дао деривацију таласне једначине за временски независне системе и показало са да је дао тачну енергетску властиту вредност за атом сличан водонику. Овај чланак слављен је као један од најважнијих научних радова 20. века, а направио је и револуцију у квантној механици, те уопштено у целој физици и хемији. Четири недеље касније, Шредингер издаје још један чланак који је решио квантни хармонијски осцилатор, крути ротор и двоатомне молекуле, а дао је и нову деривацију његовој једначини. Трећи чланак, из маја, приказао је еквивалентност приступа сличног оном који је примењивао Вернер Хајзенберг, а дао је и обраду Старковог учинка. Четврти чланак, из ове импресивне серије, дао је начин решавања проблема у којима се систем мења с временом. Ова четири чланак представљају врхунац Шредингеровог научног рада и одмах су уврштени међу најважније научне радове у физици.
Године 1927. Шредингер је заменио Макса Планка на месту професора на берлинском универзитету Фридрих Вилхелм. Међутим, 1933. Шредингер напушта новонастали Трећи рајх због антисемитизма. Постао је професор на колеџу Магдален на универзитету у Оксфорду. Године 1933. поделио је Нобелову награду за физику с Полом Дираком због свог доприноса у развоју таласне механике. Упркос његовом научном успеху, његов приватни живот довео је до тога да буде отпуштен с Оксфорда. Године 1934. требало је да иде да предаје на Принстону, али је то одбио. Следећа постаја требало је да буде универзитет у Единбургу, међутим због проблема с визом није отпутовао у Шкотску, а 1936. прихвата посао на универзитету у Грацу. Он је такође прихватио понуду за позицију шефа Департмана за физику, Алахабад универзитету у Индији.

### Касне године
Године 1938, након што је Хитлер окупирао Аустрију, Шредингер је имао проблема јер је 1933. побегао из Трећег рајха и јер је био отворен противник нацизма. Касније је порекао све ово, али убрзо је повукао изјаву и лично се извинио Ајнштајну. То није смирило страсти па је Шредингер отпуштен са универзитета под изговором политичке невјеродостојности. Био је малтретиран и саветовано му је да не напушта земљу. Он и његова супруга побегли су у Италију. Из Италије је путовао на универзитет у Оксфорду и Генту.
Године 1940. добио је позивницу да помогне у оснивању Института за напредне студије у Дублину. Отпутовао је тамо и добио посао директора Школе за теоретску физику. На тој позицији остао је 17 година. Током тог мандата постао је и натурализирани држављанин Ирске. Током овог периода је написао преко 50 радова на разне теме, а међу најважније спадају они о његовим истраживањима уједињене теорије поља.
Године 1944. написао је дело Шта је живот?, које садржи расправу о негентропији и концепт комплексног молекула која садржи генетски код за живе организме.
Према мемоарима Џејмеса Д. Вотсона, ДНА, тајна живота, Шредингерова књига инспирисала је Вотсона да проучи ген, што је довело и до открића структуре молекула ДНК. Слично Вотсону, Франсис Крик, Вотсонов сарадник, у својој аутобиографији пише како је су Шредингерове спекулације о томе како се генетска упутства чувају у молекулима утицала на њега. Шредингер је у Даблину остао све до свог пензионисања 1955. Током овог периода Шредингер је западао у скандале: имао је многе афере са студенткињама, а имао је децу двема Иркињама. Његов унук, професор Тери Рудолф, следи Шредингерове кораке као квантни физичар који предаје на Империјалном колеџу Лондон. Шредингер је имао доживотни интерес за хиндуистичку филозофију Веданта. Та филозофија утицаја је и на крај књиге Шта је то живот? где Шредингер пише о могућности да је индивидуална свест само манифестација јединствене свести која продире у свемир.
Године 1956. враћа се у Беч. На важном предавању током Светске енергетске конференције, Шредингер је одбио да одржи предавање о нуклеарној енергији због свог скептицизма према њој, те је уместо тога одржао једно филозофско предавање. Током овог периода Шредингер се удаљио од дефиниције таласне дужине коју је давала квантна механика, те је самостално промовисао идеју о таласима што је узроковало многе контроверзе.

### Приватни живот
Године 1933, Шредингер је одлучио да не може да живи земљи у којој је прогон Жидова део политике те државе. Александер Фредерик Линдеман, вођа катедре за физику на Оксфорду, посећује Трећи рајх у пролећу 1933. како би покушао осигурати посао за неке младе жидовске научнике. Са Шредингером је попричао о послу за његовог асистента, али тада је, на његово изненађење, сазнао да и сам Шредингер планира напустити Рајх. Шредингер је такође упутио молбу да његов асистент буде Артур Марч.
Захтев да му Марч буде асистент произлазио је из Шредингерових неконвенционалних веза с женама. Шредингерова веза с његовом супругом никад није била добра, те је имао многе афере за које је његова супруга знала. Међутим, и Ана је имала свог љубавника - Шредингеровог пријатеља Хермана Вајла. Шредингер је желио да му Марч буде асистент, јер је тада био заљубљен у Марчову супругу Хилду.
Већина научника који су побегли из Рејха, лето 1933. су провели у провинцији Јужни Тирол. Ту је Шредингер имао дете с Марчовом супругом Хилдом. Дана 4. новембра 1933, Шредингер, његова супруга Ана и Марчова супруга Хилда стижу у Оксфорд. По доласку, добио је посао на колеџу Магдален. Убрзо након што је дошао у Оксфорд, Шредингер је сазнао да је због свог рада на подручју таласне механике, добио Нобелову награду за физику. Ту награду поделио је с Полом Дираком.
На почетку 1934, Шредингер је позван да одржи предавање на универзитету Принстон, а убрзо након одржаног предавања понуђена му је и позиција предавача. По повратку у Оксфорд преговарао је око финансијске стране посла на Принстону, али на крају је одбио и остао у Енглеској. Претпоставља се да је његова жеља да Ана и Хилда одгајају његово дете у Принстону била неостварива. Међутим, чињеница да Шредингер није скривао своју везу с две жене истодобно, чак и ако је једна од њих била удата за другог човека, није добро прихваћена ни на Оксфорду. Упркос свему овоме, његова кћи Рут Џорџи Ерика рођена је у Оксфорду 30. маја 1934.

### Смрт и оставштина
Ервин Шредингер је умро 4. јануара 1961. у Бечу, у 73. години живота, од посљедица туберкулозе. Сахрањен је у месту Алпбах. За собом је оставио удовицу Ану.
Енормни кратер Шредингер на Месецу постхумно је назван по њему, а 1993, у његову част, у Бечу је утемељен Међународни институт за математичку физику Ервин Шредингер.

## Боја
Иако је Шредингер пуно познатији по својим радовима на пољу квантне механике, радио је и са бојама. Године 1920. издао је три чланка о тој теми:

## Објављени радови
- . 1996.  978-0-521-57550-8..
- . 1995.  978-1-881987-09-3..
- . 1989.  978-0-486-66101-8..
- . 1984.  978-3-7001-0573-2..
- . 1983.  978-0-918024-30-5..
- (1956).
- Schrödinger, Erwin (17. 10. 1985). Space-Time Structure. Cambridge University Press. ISBN 978-0-521-31520-3.[29]
- (1944).
- What Is Life? & Mind and Matter. Cambridge University Press. 1974. ISBN 978-0-521-09397-2..